# Projektive lineare Gruppe
Die projektiven linearen Gruppen sind in der Mathematik untersuchte Gruppen, die aus der allgemeinen linearen Gruppe konstruiert werden. Ist der zugrunde liegende Körper endlich, so erhält man wichtige endliche Gruppen; ist der Körper {\displaystyle \mathbb {R} } oder {\displaystyle \mathbb {C} }, erhält man auf diese Weise Lie-Gruppen. Eng verwandt sind die speziellen projektiven Gruppen, die zu einer unendlichen Reihe einfacher Gruppen führen.

## Definitionen
Es sei {\displaystyle V} ein Vektorraum über dem Körper {\displaystyle K}. Die allgemeine lineare Gruppe {\displaystyle \operatorname {GL} (V)} ist die Gruppe der linearen Automorphismen {\displaystyle V\to V}. Das Zentrum {\displaystyle \operatorname {Z} (\operatorname {GL} (V))} dieser Gruppe ist die Menge der von 0 verschiedenen skalaren Vielfachen der identischen Abbildung {\displaystyle \mathrm {id} _{V}}, das heißt
{\displaystyle \operatorname {Z} (\operatorname {GL} (V))=K^{\times }\cdot \mathrm {id} _{V}}.
Da das Zentrum ein Normalteiler ist, kann man die Faktorgruppe
{\displaystyle \operatorname {PGL} (V):=\operatorname {GL} (V)/\operatorname {Z} (\operatorname {GL} (V))}
bilden. Diese Gruppe heißt die projektive lineare Gruppe auf {\displaystyle V}.
Ist {\displaystyle V} ein n-dimensionaler Vektorraum über {\displaystyle K}, also {\displaystyle V\cong K^{n}}, so schreibt man
{\displaystyle \operatorname {PGL} _{n}(K)} oder {\displaystyle \operatorname {PGL} (n,K)} für {\displaystyle \operatorname {PGL} (K^{n})}.
Ist {\displaystyle K} der bis auf Isomorphie eindeutig bestimmte endliche Körper mit {\displaystyle q=p^{k}}, {\displaystyle p} Primzahl, Elementen, so schreibt man
{\displaystyle \operatorname {PGL} _{n}(q)} oder {\displaystyle \operatorname {PGL} (n,q)} für {\displaystyle \operatorname {PGL} _{n}(K)}.
Im Falle endlichdimensionaler Vektorräume {\displaystyle V=K^{n}} ist die Determinantenfunktion ein Gruppenhomomorphismus
{\displaystyle \det \colon \operatorname {GL} _{n}(K)\rightarrow K^{\times }}.
Den Kern {\displaystyle \operatorname {SL} _{n}(K):={\det }^{-1}(\{1\})} dieses Homomorphismus nennt man die spezielle lineare Gruppe. Schränkt man die oben beschriebene Konstruktion auf diese ein, so erhält man
{\displaystyle \operatorname {PSL} _{n}(K):=\operatorname {SL} _{n}(K)/\operatorname {Z} (\operatorname {SL} _{n}(K))},
die sogenannte projektive spezielle lineare Gruppe, oder kürzer die projektive spezielle oder spezielle projektive Gruppe. Dabei ist das Zentrum
{\displaystyle \operatorname {Z} (\operatorname {SL} _{n}(K))=\{\lambda \cdot \mathrm {id} _{K^{n}}\mid \lambda \in \mathrm {E} _{n}\}},
wobei {\displaystyle \mathrm {E} _{n}\subset K^{\times }} die Menge der {\displaystyle n}-ten Einheitswurzeln von {\displaystyle K} ist. Ist {\displaystyle K} wieder der Körper mit {\displaystyle q=p^{k}} Elementen, so schreibt man
{\displaystyle \operatorname {PSL} _{n}(q)} oder {\displaystyle \operatorname {PSL} (n,q)} für {\displaystyle \operatorname {PSL} _{n}(K)}.

## Namensherkunft
Es sei {\displaystyle K^{n}} der {\displaystyle n}-dimensionale Vektorraum über dem Körper {\displaystyle K}. Bekanntlich nennt man die Menge aller eindimensionalen Unterräume den projektiven Raum {\displaystyle KP^{n-1}}. Jede Matrix aus {\displaystyle \operatorname {GL} _{n}(K)} bildet eindimensionale Unterräume wieder auf solche ab, dabei ist diese Operation zweier Matrizen auf {\displaystyle KP^{n-1}} dieselbe, wenn sich die Matrizen nur um ein skalares Vielfaches, also um ein Element aus dem Zentrum {\displaystyle \operatorname {Z} (\operatorname {GL} _{n}(K))}, unterscheiden. Das gilt auch umgekehrt, denn wenn zwei Matrizen {\displaystyle A,B\in \operatorname {GL} _{n}(K)} die eindimensionalen Unterräume in gleicher Weise permutieren, so lässt {\displaystyle A^{-1}B} alle eindimensionalen Unterräume fest, das heißt, jeder Vektor ist ein Eigenvektor von {\displaystyle A^{-1}B}. Daher ist {\displaystyle K^{n}} der einzige Eigenraum zu einem Eigenwert {\displaystyle a} und man hat
{\displaystyle A^{-1}B=a\cdot \mathrm {id} _{K^{n}}\in \operatorname {Z} (\operatorname {GL} _{n}(K))}.
Daraus folgt, dass {\displaystyle \operatorname {PGL} _{n}(K)=\operatorname {GL} _{n}(K)/\operatorname {Z} (\operatorname {GL} _{n}(K))} auf dem projektiven Raum treu operiert. Das legt die Bezeichnung projektive lineare Gruppe nahe.

## Endliche Gruppen
Im Folgenden sei {\displaystyle K} ein Körper mit {\displaystyle q=p^{k}}, {\displaystyle p} Primzahl, Elementen.
Bekanntlich gibt es bis auf Isomorphie nur einen solchen Körper und jeder endliche Körper ist von dieser Art.
Aus der Endlichkeit des Körpers ergibt sich die Endlichkeit von {\displaystyle \operatorname {GL} _{n}(K)}, denn es gibt ja nur {\displaystyle q^{n^{2}}} Matrizen mit {\displaystyle n} Spalten und Zeilen über {\displaystyle K}, und damit folgt auch die Endlichkeit der projektiven linearen Gruppe {\displaystyle \operatorname {PGL} _{n}(q)} und der speziellen projektiven Gruppe {\displaystyle \operatorname {PSL} _{n}(q)}. Eine genauere Betrachtung zeigt:
{\displaystyle \operatorname {PGL} _{n}(q)}   hat   {\displaystyle (q^{n}-1)\cdot (q^{n}-q)\cdot \ldots \cdot (q^{n}-q^{n-2})\cdot q^{n-1}}   Elemente.
{\displaystyle \operatorname {PSL} _{n}(q)}   hat   {\displaystyle (q^{n}-1)\cdot (q^{n}-q)\cdot \ldots \cdot (q^{n}-q^{n-2})\cdot q^{n-1}/\operatorname {ggT} (n,q-1)}   Elemente.
Beachte, dass man für den Körper {\displaystyle K} mit 2 Elementen nicht zwischen {\displaystyle \operatorname {PGL} _{n}(2)} und {\displaystyle \operatorname {PSL} _{n}(2)} unterscheiden muss, da die Determinante in diesem Fall der triviale Gruppenhomomorphismus ist. Auch das Zentrum {\displaystyle \operatorname {Z} (\operatorname {GL} _{n}(K))=K^{\times }\cdot \mathrm {id} _{K^{n}}} ist in diesem Fall nur einelementig, und man hat
{\displaystyle \operatorname {GL} _{n}(K)\cong \operatorname {PGL} _{n}(2)\cong \operatorname {PSL} _{n}(2)}.

### Einfachheit
Die wichtigste Eigenschaft der speziellen projektiven Gruppen ist deren Einfachheit:
- Mit Ausnahme von {\displaystyle \operatorname {PSL} _{2}(2)} und {\displaystyle \operatorname {PSL} _{2}(3)} sind die Gruppen {\displaystyle \operatorname {PSL} _{n}(q)} einfach.[2]

Die speziellen projektiven Gruppen bilden damit eine der Serien einfacher Gruppen aus dem Klassifikationssatz endlicher einfacher Gruppen. Genauer handelt es sich um die Serie einfacher Gruppen vom Lie-Typ An, es ist {\displaystyle \operatorname {PSL} (n,q)\cong A_{n-1}(q)}.

### Isomorphismen
Unter den kleinen speziellen projektiven Gruppen und den symmetrischen Gruppen {\displaystyle S_{n}} und alternierenden Gruppe {\displaystyle A_{n}} bestehen folgende Isomorphismen:
{\displaystyle \operatorname {PSL} _{2}(2)\cong \operatorname {SL} _{2}(2)\cong \operatorname {GL} _{2}(2)\cong S_{3}}   (siehe S3)
{\displaystyle \operatorname {PSL} _{2}(3)\cong A_{4}}   (siehe A4)
{\displaystyle \operatorname {PSL} _{2}(4)\cong \operatorname {PSL} _{2}(5)\cong A_{5}} (siehe A5)
{\displaystyle \operatorname {PSL} _{2}(7)\cong \operatorname {PSL} _{3}(2)}
{\displaystyle \operatorname {PSL} _{4}(2)\cong \operatorname {GL} _{4}(2)\cong A_{8}}
{\displaystyle \operatorname {PSL} _{2}(9)\cong A_{6}}
Weitere Isomorphismen zwischen den speziellen projektiven, symmetrischen und alternierenden Gruppen bestehen nicht.
Die kleinste unter diesen einfachen Gruppen, die nicht alternierend ist, ist demnach die {\displaystyle \operatorname {PSL} _{2}(7)}, eine Gruppe mit 168 Elementen. Sie ist tatsächlich hinter {\displaystyle A_{5}} die zweitkleinste nichtabelsche einfache Gruppe.
Wie {\displaystyle \operatorname {PSL} _{4}(2)} hat auch {\displaystyle \operatorname {PSL} _{3}(4)} {\displaystyle \textstyle 20160=8!/2} Elemente, ist aber nicht isomorph zu {\displaystyle A_{8}}.

## Gebrochen lineare Transformationen
Im zweidimensionalen Fall {\displaystyle \operatorname {PGL} _{2}(K)} kann man die Elemente der Gruppe als gebrochen lineare Transformationen auffassen. Ist
{\displaystyle {\begin{pmatrix}a&b\\c&d\end{pmatrix}}\in \operatorname {GL} _{2}(K)}   mit Determinante   {\displaystyle ad-bc=1},
so betrachte man dazu die gebrochen lineare Transformation
{\displaystyle x\mapsto {\frac {ax+b}{cx+d}}}.
Die Menge der gebrochen linearen Transformationen bildet bzgl. der Hintereinanderausführung als Verknüpfung eine Gruppe und obige Zuordnung
{\displaystyle {\begin{pmatrix}a&b\\c&d\end{pmatrix}}\quad \mapsto \quad \left(x\mapsto {\frac {ax+b}{cx+d}}\right)}
ist ein Homomorphismus von {\displaystyle \operatorname {SL} _{2}(K)} auf die Gruppe der gebrochen linearen Transformationen, dessen Kern das Zentrum ist. Daher kann die Gruppe {\displaystyle \operatorname {PGL} _{2}(K)} alternativ als Gruppe gebrochen linearer Transformationen angesehen werden.
Die Determinantenbedingung {\displaystyle ad-bc=1} kann dahingehend abgeschwächt werden, dass {\displaystyle ad-bc} ein Quadrat ist, was im Körper {\displaystyle \mathbb {C} } stets der Fall ist. Ist nämlich {\displaystyle ad-bc=r^{2}}, so ist {\displaystyle r\not =0}, denn es handelt sich ja um die Determinante einer invertierbaren Matrix, und {\displaystyle (ar^{-1})(dr^{-1})-(br^{-1})(cr^{-1})=1}. Die Matrix {\displaystyle {\begin{pmatrix}ar^{-1}&br^{-1}\\cr^{-1}&dr^{-1}\end{pmatrix}}} wird offenbar auf dieselbe gebrochen lineare Transformation abgebildet.
Erweitert man {\displaystyle K} durch {\displaystyle \infty } zur projektiven Geraden {\displaystyle KP^{1}}, deren Elemente die eindimensionalen Unterräume {\displaystyle K\cdot (1,a)\leftrightarrow a\in K} und {\displaystyle K\cdot (0,1)\leftrightarrow \infty } sind, und definiert man bei den gebrochen linearen Transformationen wie üblich eine Division durch 0 als {\displaystyle \infty } und eine Division durch {\displaystyle \infty } als 0, so entspricht die Operation der {\displaystyle \operatorname {PGL} _{2}(K)} auf {\displaystyle KP^{1}} der Operation der gebrochen linearen Transformationen auf {\displaystyle KP^{1}}.

## Lie-Gruppen
Ist {\displaystyle K=\mathbb {R} } oder {\displaystyle K=\mathbb {C} }, so erhält man Lie-Gruppen {\displaystyle \operatorname {PGL} _{n}(\mathbb {R} )} bzw. {\displaystyle \operatorname {PGL} _{n}(\mathbb {C} )} und die speziellen Gruppen {\displaystyle \operatorname {PSL} _{n}(\mathbb {R} )} bzw. {\displaystyle \operatorname {PSL} _{n}(\mathbb {C} )}. Letztere sind für {\displaystyle n\geq 2} die Lie-Gruppen zur Lie-Algebra vom Typ An-1. Die Beschreibung als gebrochen lineare Transformation nennt man auch Möbiustransformation.